# Jazilla
Jazilla es un navegador web desarrollado en lenguaje de programación Java y basado en los navegadores web Netscape Communicator y Mozilla Application Suite.

## Historia
El proyecto Jazilla comenzó en abril de 1998, luego de que Netscape Communications Corporation decidió liberar el código fuente de Netscape Communicator —el código fuente recibía el nombre clave Mozilla. Programadores independientes acordaron resucitar el fallido proyecto Javagator y desarrollar otra versión de Netscape Communicator 5 convirtiendo todo el código fuente original de C/C++ a Java. En estos primeros tiempos, el equipo de desarrollo contó con el apoyo de la Organización Mozilla .
Este primer intento de desarrollo cesó en el año 2000, luego de lanzar dos versiones.
- Jazilla 0.1, el 18 de diciembre de 1999.
- Jazilla 0.2, el 14 de enero de 2000.

En septiembre de 2002, Mathew McBride retoma el proyecto con la intención de desarrollarlo de una manera más cercana a Mozilla Application Suite.
El 3 de noviembre de 2002 lanza Jazilla Classic Milestone 2, una versión ligeramente modificada de la última versión beta en que se encontraban trabajando los desarrolladores originales dos años antes.
La primera versión de la serie ya basada en Mozilla Application Suite fue Jazilla NG Milestone 1, lanzada el 24 de mayo de 2003. Luego saldrían tres versiones más, siendo la última, Jazilla Milestone 4, lanzada el 25 de junio de 2004.

## Características
El motor de renderizado en el primer periodo de desarrollo fue JRenderer. Cuando el proyecto es abandonado, el motor de renderizado, desarrollado por Andy Trip y Matthew Schmidt, fue reciclado por NetBrowser. Cuando Mathew McBride retoma el proyecto Jazilla, incorpora como motor de renderizado el desarrollado por Netbrowser.
El soporte para Javascript fue implementado usando el motor Rhino. Existe soporte parcial para hojas de estilo en cascada y DOM.
Jazilla 0.2, lanzado el 15 de enero de 2000, tenía soporte para marcadores.
A partir de 2002, en el segundo periodo de desarrollo, los elementos de la interfaz gráfica de usuario son definidos en lenguaje XUL (usando jzXUL, un fork de jXUL) y creados usando la biblioteca gráfica Swing.